# Esenbeckia flava
Esenbeckia flava là một loài thực vật có hoa trong họ Cửu lý hương. Loài này được Brandegee mô tả khoa học đầu tiên năm 1890.